# Don Valley-Ouest
Pour la circonscription provinciale, voir Don Valley-Ouest (circonscription provinciale).
Circonscription électorale fédérale du Canada
Don Valley-Ouest est une circonscription électorale fédérale en Ontario.

## Géographie
La circonscription est située dans le sud de l'Ontario, plus précisément une partie du centre-ville de Toronto.
Elle comprend la partie de la ville de Toronto décrite comme suit : commençant à l'intersection du chemin York Mills (en) avec le bras Est de la rivière Don; de là généralement vers le sud-est et le sud-ouest suivant ledit bras de la rivière jusqu'à la rivière Don; de là généralement vers le sud-ouest suivant ladite rivière jusqu'au chemin Pottery; de là vers le nord-ouest et le sud-ouest suivant ledit chemin jusqu'à l'avenue Bayview; de là vers le nord et le nord-ouest suivant ladite avenue jusqu'à la voie ferrée du Canadien Pacifique; de là vers le sud-ouest suivant ladite voie ferrée jusqu'au sentier Beltline à environ 43°41'26" de latitude N et 79°22'15" de longitude O; de là vers le nord-ouest suivant ledit sentier jusqu'à l'avenue Moore; de là vers l'est suivant ladite avenue jusqu'à l'avenue Bayview; de là vers le nord suivant ladite avenue jusqu'à l'avenue Eglinton Est; de là vers l'ouest suivant ladite avenue jusqu'au chemin Mount Pleasant; de là vers le nord suivant ledit chemin jusqu'à l'avenue Broadway; de là vers l'ouest suivant ladite avenue jusqu'à la rue Yonge; de là vers le nord suivant ladite rue jusqu'au chemin Old York Mills; de là généralement vers l'est suivant ledit chemin jusqu'au chemin York Mills; de là vers l'est suivant ledit chemin jusqu'au point de départ.
Les circonscriptions limitrophes sont Don Valley-Nord, Scarborough-Centre—Don Valley-Est, Beaches—East York, Toronto—Danforth, University—Rosedale, Toronto—St. Paul's et Eglinton—Lawrence.

## Historique
La circonscription de Don Valley-Ouest est créée en 1976 d'une partie de Don Valley.
Lors du redécoupage électoral de 2022-2023, la circonscription perd la partie au nord du chemin York Mills (en), au profit de la circonscription de Don Valley-Nord, et la partie à l'ouest de l'avenue Bayview entre l'avenue Eglinton Est et l'avenue Moore, au profit de la circonscription de Toronto—St. Paul's. Elle gagne à l'est toute la partie comprise jusqu'à la rivière Don au sud du chemin York Mills, auparavant comprise dans la circonscription abolie de Don Valley-Est.

## Députés
| Législature                          | Années        | Député          | Parti | Parti                     |
| ------------------------------------ | ------------- | --------------- | ----- | ------------------------- |
| Don Valley-Ouest issue de Don Valley |               |                 |       |                           |
| 31e                                  | 1979–1980     | John Bosley     |       | Progressiste-conservateur |
| 32e                                  | 1980–1984     | John Bosley     |       | Progressiste-conservateur |
| 33e                                  | 1984–1988     | John Bosley     |       | Progressiste-conservateur |
| 34e                                  | 1988–1993     | John Bosley     |       | Progressiste-conservateur |
| 35e                                  | 1993–1997     | John Godfrey    |       | Libéral                   |
| 36e                                  | 1997–2000     | John Godfrey    |       | Libéral                   |
| 37e                                  | 2000–2004     | John Godfrey    |       | Libéral                   |
| 38e                                  | 2004–2006     | John Godfrey    |       | Libéral                   |
| 39e                                  | 2006–2008     | John Godfrey    |       | Libéral                   |
| 40e                                  | 2008–2011     | Rob Oliphant    |       | Libéral                   |
| 41e                                  | 2011–2015     | John Carmichael |       | Conservateur              |
| 42e                                  | 2015–2019     | Rob Oliphant    |       | Libéral                   |
| 43e                                  | 2019–2021     | Rob Oliphant    |       | Libéral                   |
| 44e                                  | 2021–2025     | Rob Oliphant    |       | Libéral                   |
| 45e                                  | 2025–en cours | Rob Oliphant    |       | Libéral                   |